# Referéndum sobre el matrimonio entre personas del mismo sexo en Bermudas de 2016
El referéndum sobre matrimonio entre personas del mismo sexo en Bermudas de 2016 se llevó a cabo el 23 de junio de ese año. Se hicieron dos preguntas a los votantes: si estaban a favor de los matrimonios entre personas del mismo sexo y si estaban a favor de las uniones civiles entre personas del mismo sexo. Si bien la mayoría de los votantes votaron en contra de ambas propuestas, los resultados no fueron válidos ya que la participación fue del 46,89 %, estando por debajo del requisito del 50 %.

## Encuestas
Una encuesta de Global Research, realizada entre el 6 y el 13 de junio de 2016 para The Royal Gazette, encontró que el 49 % de los votantes registrados se oponía al matrimonio entre personas del mismo sexo, el 41 % estaba a favor y el 10 % no sabía. Una pregunta separada en la misma encuesta encontró que el 52% apoyaba las uniones civiles para parejas del mismo sexo, el 39% estaba en contra y el 9% no sabía.

## Resultados
| Pregunta                                                                | Electores registrados | Participación | A favor | A favor | En contra | En contra | Inválidos y blancos | Total  | Resultado |
| Pregunta                                                                | Electores registrados | Participación | Votos   | %       | Votos     | %         | Inválidos y blancos | Total  | Resultado |
| ----------------------------------------------------------------------- | --------------------- | ------------- | ------- | ------- | --------- | --------- | ------------------- | ------ | --------- |
| ¿Está a favor del matrimonio entre personas del mismo sexo en Bermudas? | 44.367                | 46.89%        | 6.514   | 31.46   | 14.192    | 68.54     | 98                  | 20.804 | En contra |
| ¿Está a favor de las uniones civiles del mismo sexo en Bermudas?        | 44.367                | 46.89%        | 7.626   | 36.97   | 13.003    | 63.03     | 175                 | 20.804 | En contra |
| Fuente: Gobierno de Bermudas                                            |                       |               |         |         |           |           |                     |        |           |